# Zahatînți, Mlîniv
Zahatînți (în ucraineană Загатинці) este un sat în comuna Pidlozți din raionul Mlîniv, regiunea Rivne, Ucraina.

## Demografie
Componența lingvistică a localității Zahatînți
     Ucraineană (98,55%)
     Rusă (1,45%)
Conform recensământului din 2001, majoritatea populației localității Zahatînți era vorbitoare de ucraineană (98,55%), existând în minoritate și vorbitori de rusă (1,45%).